# Allodiastylis cretata
Allodiastylis cretata är en kräftdjursart som beskrevs av Hale 1936. Allodiastylis cretata ingår i släktet Allodiastylis och familjen Gynodiastylidae. Inga underarter finns listade i Catalogue of Life.